# 유리 가진스키
유리 알렉산드로비치 가진스키(러시아어: Юрий Александрович Газинский, 1989년 7월 20일 ~ )는 러시아 출신의 축구 선수이다. 포지션은 미드필더이고, 현재 소속이 없다.
2007년 프로 무대에 데뷔하였고, 2013년부터 러시아 명문 크라스노다르에서 활약하고 있다.

## 국가대표 경력
2015년 8월 러시아대표팀에 처음 발탁되었고, 2016년 8월 31일 터키와 친선 경기에서 첫 A매치 데뷔전을 치렀다.
2018년 6월 15일 본국에서 열린 2018년 FIFA 월드컵 사우디아라비아와의 월드컵 첫경기에서 전반 12분에 헤딩골 득점을 기록해 5-0 대승을 이끌었다. 가진스키의 골은 대회 전체 1호골이다.

## 기타
2011년 극동 연방 대학교에서 체육학 학사 학위를 취득하였고, 2013년 적응형 체육학 석사 학위를 취득하였다.